# 상강 (후난성)
상강(중국어: 湘江, 병음: Xiāng Jiāng, 표준어: 샹장강), 또는 샹수이(중국어: 湘水, 병음: Xiāng Shǔi, 표준어: 샹수이강)는 중국 남부에 있는 강이다.

## 지리
상강은 광시 좡족 자치구 린구이현에서 발원하고 후난성에서 가장 큰 강이자 장강의 가장 큰 지류 중 하나이다. 총 길이는 865km이고 이 중 670km가 후난 성을 흐른다. 샹 강과 리수이강은 싱안현에서 링취 운하로 서로 연결되어있기 때문에 발원지가 같다. 링취 운하의 물의 70%가 샹 강으로 흐르고 30%가 리 강으로 흐른다.
강은 싱안현, 취안저우현, 둥안현, 융저우 시, 치양현, 헝양 시, 주저우 시, 샹탄 시, 창사 시, 왕청현, 샹인현을 통과해 둥팅호로 흘러들고 장강과 연결된다.

## 강의 주요 도시
- 헝양
- 주저우
- 샹탄
- 창사

## 같이 보기
- 둥팅호
- 장강
- 리수이강
- 원강 (하천)
- 자강 (후난 성)